# Енід Мері Блайтон
Інід Мері Блайтон (англ. Enid Mary Blyton, 11 серпня 1897 року — 28 листопада 1968 року) — англійська письменниця, яка працювала в жанрі дитячої і юнацької літератури. Вона стала однією з найуспішніших підліткових письменниць двадцятого століття.

## Ранні роки
Інід Блайтон народилася 11 серпня 1897 року в Лондоні, вулиця Лордшіп Лейн (район Західний Далідж), будинок 354. Вона була старшою дочкою Томаса Кері Блайтона (1870—1920), торговця ножовими виробами, і його дружини Терези Мері, уродженої Харрісон (1874—1950). Були ще два молодших сини, Хенлі (нар. 1899) і Кері (нар. 1902), які з'явилися на світ після того, як сім'я переїхала в сусідній передмістя Бекенхам. З 1907 по 1915 рік Блайтон навчалася в школі Св. Кристофера в Бекенхемі.

## Творчість
Вона відзначилася кількома серіями книг, призначених для різних вікових груп. Ці книги мали величезний успіх в багатьох частинах світу, було продано понад 400 мільйонів екземплярів. За однією з оцінок, Блайтон п'ятий за популярністю автор у всьому світі: згідно з даними ЮНЕСКО до 2007 року зроблено понад 3400 перекладів її книг; у цьому відношенні вона поступається Леніну, але перевершує Шекспіра.
Одним з найвідоміших персонажів письменниці є Нодді, що з'являється в розповідях для маленьких дітей. Проте найпопулярнішими її романами були твори, в яких діти потрапляли в захоплюючі пригоди й розплутували інтригуючі таємниці практично без допомоги дорослих. У цьому жанрі особливо популярні серії Чудова п'ятірка (The Famous Five) (складається з 21 роману, 1942—1963 роки; головні персонажі — чотири підлітки і собака), П'ятеро пошукачів та пес (The Five Find-Outers and Dog) (складається з 15 романів, 1943—1961, у яких п'ятеро дітей неодмінно обходять місцеву поліцію в розслідуванні заплутаних подій), а також Таємна сімка (The Secret Seven) (15 романів, 1949—1963, семеро дітей розгадують різні таємниці).
Книги Інід Блайтон містять дитячі пригодницькі історії, а також елементи фентезі, іноді із залученням магії. Її книги були і досі залишаються надзвичайно популярними у Великій Британії та в багатьох інших країнах світу. Твори письменниці перекладено на більш ніж 90 мов, зокрема такі, як китайська, нідерландська, фінська, французька, німецька, іврит, японська, малайська, норвезька, португальська, російська, словенська, сербська, хорватська, іспанська та турецька. Окремі твори перекладено українською мовою.

## Переклади українською
- Інід Блайтон. Славетна п'ятірка. П'ятеро на острові скарбів. Переклад з англійської: Лесь Герасимчук. Харків: Фоліо, 2020.
- Інід Блайтон. Славетна п'ятірка. Нові пригоди славетної п'ятірки. Переклад з англійської: Лесь Герасимчук. Харків: Фоліо, 2020.
- Інід Блайтон. Славетна п'ятірка. П'ятеро тікають разом. Переклад з англійської: Лесь Герасимчук. Харків: Фоліо, 2021.
- Інід Блайтон. Славетна п'ятірка. П'ятеро рушають до вершини контрабандистів. Переклад з англійської: Лесь Герасимчук. Харків: Фоліо, 2021.
- Інід Блайтон. Славетна п'ятірка. П'ятеро шукачів приход у фургонах. Переклад з англійської: Лесь Герасимчук. Харків: Фоліо, 2021.
- Інід Блайтон. Таємна сімка. Переклад з англійської: Лесь Герасимчук. Харків: Фоліо, 2022.
- Інід Блайтон. Пригоди Таємної сімки. Переклад з англійської: Лесь Герасимчук. Харків: Фоліо, 2022.
- Інід Блайтон. Таємна сімка. Гарна робота, Таємна сімко! Переклад з англійської: Лесь Герасимчук. Харків: Фоліо, 2022.
- Інід Блайтон. Таємна сімка. Таємна сімка йде по сліду. Переклад з англійської: Лесь Герасимчук. Харків: Фоліо, 2022.
- Інід Блайтон. Таємна сімка. Таємна сімко, вперед! Переклад з англійської: Лесь Герасимчук. Харків: Фоліо, 2022.